# Anton Groothoff
Anton Vilhelm Heinrich Groothoff (18. oktober 1847 i Hamborg – 31. januar 1923 i Sorø) var en dansk amtmand og kammerherre.

## Karriere
Han var søn af grosserer Herman Groothoff (1818-1889) og Wilhelmine Lüchtenberg (død 1904). Groothoff blev student fra Borgerdydskolen på Christianshavn 1865, fik dansk indfødsret 1870 og blev cand.jur. 1873. 1874-77 var han sagførerfuldmægtig i København og var 1875-81 tillige ansat ved Sjællands Stiftamt. Groothoff blev ansat som volontør, senere assistent, i Indenrigsministeriet 1877, hvor han avancerede til fuldmægtig 1886, ekspeditionssekretær 1891 og kontorchef 1894.
Fra 1. august 1894 var han amtmand over Bornholms Amt, og blev med virkning fra 1. januar 1903 forflyttet til amtmand over Sorø Amt, hvor han virkede, indtil han fik afsked med virkning fra den 31. marts 1913. Umiddelbart før sin tiltræden lod han en ny amtmandsbolig opføre i Sorø. Boligen huser nu Hauchs Physiske Cabinet under Sorø Akademi. Groothoff var bl.a. møntsamler.
I kraft af sin stilling var han fra 1894 formand for valgbestyrelsen for 4. Landstingskreds, fra 1903 fast formand for Overlandvæsenskommissionen i Bornholms Amtsrådskreds og 1903-1913 for Overlandvæsenskommissionen i Sorø Amtsrådskreds. 
24. april 1895 blev han Ridder af Dannebrogordenen, 18. oktober 1901 Dannebrogsmand, 30. marts 1909 Kommandør af 2. grad af Dannebrog og 1910 kammerherre.
Han blev gift 23. juli 1887 i Søllerød med Maria Louise le Maire (8. maj 1852 i København - 23. maj 1943 i Sæby, Løve Herred), datter af grosserer, bankier Chrétien Frédéric Emile le Maire og Louise Johanne Frederikke Krogh.
Han er begravet på Sorø Nye Kirkegård.

## Gengivelser
Bornholms Museum har et portrætmaleri af ham. Det Kongelige Bibliotek har et portrætfotografi af ham fra 1921, og flere andre fotografier findes, bl.a. et ungdomsportræt i familieeje af E. Lange. Ny Carlsberg Glyptotek har en plakette af hans portræt udført 1921 af Arnold Hartig og deponeret i Den Kongelige Mønt- og Medaillesamling på Nationalmuseet siden 1939. Odense Bys Museer har en portrætmedalje af samme.